# Эпиникий
Эпини́кий (др.-греч. ἐπινίκιον) в Древней Греции — хоровая песня в честь победителя на всегреческих спортивных состязаниях (играх), исполнявшаяся обычно на родине победителя во время всенародного чествования при его возвращении.
Это наиболее известный вид древнегреческой хоровой лирики: до нашего времени дошли полностью (только стихи, без музыки) 45 эпиникиев Пиндара (самый ранний — 498 г., самый поздний — ок. 446 г. до н. э.), собранные в четыре книги по местам одержанных побед — олимпийские, пифийские, немейские, истмийские. Создателем жанра эпиникия был Симонид Кеосский (поэт предшествующего Пиндару поколения).
По смыслу и функции содержание эпиникия — это хвала победителю игр. Именно такова была двустрочная звукоподражательная песня-возглас, послужившая зачатком эпиникия: «Тенелла, тенелла, тенелла, радуйся, Геракл-победитель!» Авторство её приписывалось Архилоху (VII в.), и она продолжала исполняться и в VI, и в V вв., сосуществуя со сложными композициями Симонида и Пиндара; «тенеллу» пели в Олимпии тотчас после состязаний, когда специальная ода для данного победителя еще не была заказана и написана, а заказную оду — потом, обычно при торжестве на родине победителя.
Эпиникий содержит три смысловых раздела: именование, повествование, моление (наподобие гимна). В именовании содержалось обращение к богу и перечислялись признаки его величия; в повествовании приводился миф, служащий примером этого величия; в молении призывалась милость бога к молящимся. В эпиникии хвала победителю была вполне аналогична гимническому именованию; моление о том, чтобы бог не оставлял своею милостью победителя и впредь, тоже строилось по образцу гимна; в эпическую часть поэты механически перенесли такой же, как в гимне, миф о боге или (чаще) о герое, привязав его к контексту эпиникия метафорически или метонимически. Так сложилась самая общая схема эпиникия: хвала победителю (обычно вводимая воззванием к какому-нибудь божеству), эпический миф и вновь хвала победителю (часто с молитвой о его будущем благополучии).
Многие эпиникии написаны строфическими триадами (суперстрофами), состоящими из строфы, антистрофы и эпода.